# Umělý ostrov

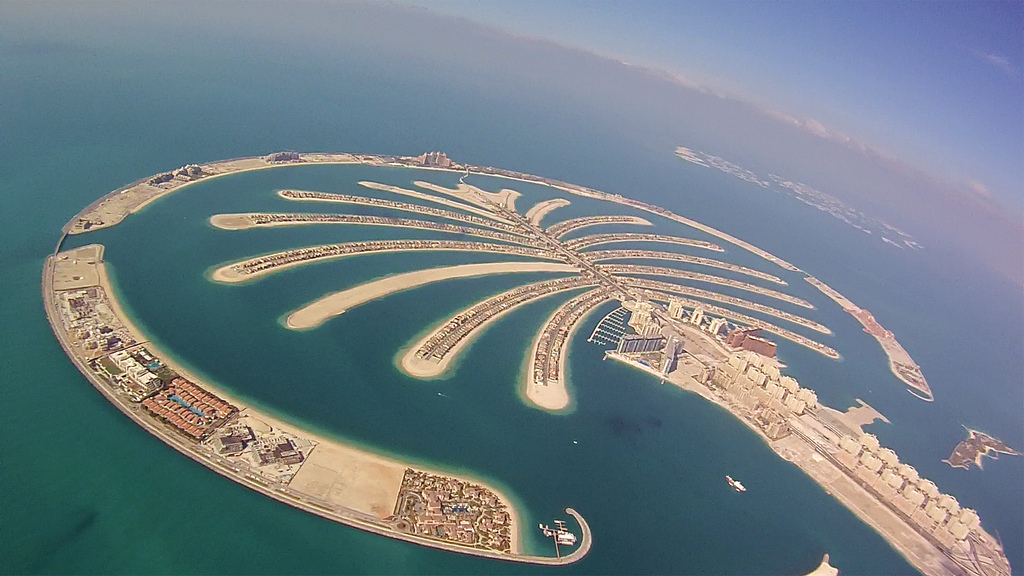
Umělý ostrov Jumeirah

Umělý ostrov je ostrov, který nebyl vytvořen přírodou, nýbrž následkem lidské činnosti. Umělé ostrovy bývají často vytvářeny na již existujících korálových útesech nebo jako spojení několika malých přirozených ostrovů.

## Příklady umělých ostrovů
- Růžový ostrov – námořní plošina prohlášená roku 1968 za nezávislý mikronárod
- Palm Islands – poloostrovy a ostrovy v Dubaji, Spojené arabské emiráty, skládající se ze třech velkých poloostrovů ve tvaru palm a několika menších souostroví, jedno z nich ve tvaru světa (s názvem The World)
- Formoza – v polském městě Gdyně
- Umělé ostrovy v Jihočínském moři, které budují Čína a Vietnam[1]

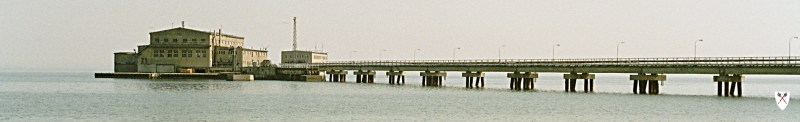
Umělý ostrov Formoza